# NFC North
NFC North è la division settentrionale della National Football Conference, nata nel 2002 a seguito della riorganizzazione della National Football League ed originariamente formatasi nel 1970 a seguito della fusione tra AFL e NFL col nome NFC Central. Quest'ultima era a sua volta l'evoluzione della Central Division della NFL.
Ne fanno parte dalla sua fondazione: i Chicago Bears, i Detroit Lions, i Green Bay Packers e i Minnesota Vikings.

## Storia
La originaria NFL Central Division venne formata nel 1967 con le stesse squadre che la compongono ora e non subì variazioni nemmeno a seguito della fusione tra AFL e NFL del 1970.
Nel 1977 i Tampa Bay Buccaneers si unirono alle altre quattro squadre fino alla riorganizzazione della  NFL del 2002 durante la quale vennero trasferiti nella NFC South e la division tornò alla sua composizione originaria mutando il suo nome in quello attuale.
Particolarità della NFC North è quella di essere la division più "vecchia" della NFL in quanto conta quattro delle squadre più antiche (i Packers vennero fondati nel 1919, i Bears nel 1920, i Lions nel 1930 e i Vikings nel 1961).
Cronologia della NFC North

## Albo d'oro della NFC North
| Stagione                | Squadra                 | Risultato               | Risultato nei play-off               |
| col nome di NFL Central | col nome di NFL Central | col nome di NFL Central | col nome di NFL Central              |
| ----------------------- | ----------------------- | ----------------------- | ------------------------------------ |
| 1967                    | Green Bay Packers       | 9-4-1                   | vittoria nel Super Bowl II           |
| 1968                    | Minnesota Vikings       | 8-6-0                   | sconfitta nel NFL Divisional Playoff |
| 1969                    | Minnesota Vikings       | 12-2-0                  | sconfitta nel Super Bowl IV          |
| col nome di NFC Central |                         |                         |                                      |
| 1970                    | Minnesota Vikings       | 12-2-0                  | sconfitta nel NFC Divisional Playoff |
| 1971                    | Minnesota Vikings       | 11-3-0                  | sconfitta nel NFC Divisional Playoff |
| 1972                    | Green Bay Packers       | 10-4-0                  | sconfitta nel NFC Divisional Playoff |
| 1973                    | Minnesota Vikings       | 12-2-0                  | sconfitta nel Super Bowl VIII        |
| 1974                    | Minnesota Vikings       | 10-4-0                  | sconfitta nel Super Bowl IX          |
| 1975                    | Minnesota Vikings       | 12-2-0                  | sconfitta nel NFC Divisional Playoff |
| 1976                    | Minnesota Vikings       | 11-2-1                  | sconfitta nel Super Bowl XI          |
| 1977                    | Minnesota Vikings       | 9-5-0                   | sconfitta nel NFC Championship Game  |
| 1978                    | Minnesota Vikings       | 8-7-1                   | sconfitta nel NFC Divisional Playoff |
| 1979                    | Tampa Bay Buccaneers    | 10-6-0                  | sconfitta nel NFC Championship Game  |
| 1980                    | Minnesota Vikings       | 9-7-0                   | sconfitta nel NFC Divisional Playoff |
| 1981                    | Tampa Bay Buccaneers    | 9-7-0                   | sconfitta nel NFC Divisional Playoff |
| 1982                    | Green Bay Packers       | 5-3-1                   | sconfitta nel NFC Second Round       |
| 1983                    | Detroit Lions           | 9-7-0                   | sconfitta nel NFC Divisional Playoff |
| 1984                    | Chicago Bears           | 10-6-0                  | sconfitta nel NFC Championship Game  |
| 1985                    | Chicago Bears           | 15-1-0                  | vittoria nel Super Bowl XX           |
| 1986                    | Chicago Bears           | 14-2-0                  | sconfitta nel NFC Divisional Playoff |
| 1987                    | Chicago Bears           | 11-4-0                  | sconfitta nel NFC Divisional Playoff |
| 1988                    | Chicago Bears           | 12-4-0                  | sconfitta nel NFC Championship Game  |
| 1989                    | Minnesota Vikings       | 10-6-0                  | sconfitta nel NFC Divisional Playoff |
| 1990                    | Chicago Bears           | 11-5-0                  | sconfitta nel NFC Divisional Playoff |
| 1991                    | Detroit Lions           | 12-4-0                  | sconfitta nel NFC Championship Game  |
| 1992                    | Minnesota Vikings       | 11-5-0                  | sconfitta nel NFC Wild Card Game     |
| 1993                    | Detroit Lions           | 10-6-0                  | sconfitta nel NFC Wild Card Game     |
| 1994                    | Minnesota Vikings       | 10-6-0                  | sconfitta nel NFC Wild Card Game     |
| 1995                    | Green Bay Packers       | 11-5-0                  | sconfitta nel NFC Championship Game  |
| 1996                    | Green Bay Packers       | 13-3-0                  | vittoria nel Super Bowl XXXI         |
| 1997                    | Green Bay Packers       | 13-3-0                  | sconfitta nel Super Bowl XXXII       |
| 1998                    | Minnesota Vikings       | 15-1-0                  | sconfitta nel NFC Championship Game  |
| 1999                    | Tampa Bay Buccaneers    | 11-5-0                  | sconfitta nel NFC Championship Game  |
| 2000                    | Minnesota Vikings       | 11-5-0                  | sconfitta nel NFC Championship Game  |
| 2001                    | Chicago Bears           | 13-3-0                  | sconfitta nel NFC Divisional Playoff |
| col nome di NFC North   |                         |                         |                                      |
| 2002                    | Green Bay Packers       | 12-4-0                  | sconfitta nel NFC Wild Card Game     |
| 2003                    | Green Bay Packers       | 10-6-0                  | sconfitta nel NFC Divisional Playoff |
| 2004                    | Green Bay Packers       | 10-6-0                  | sconfitta nel NFC Wild Card Game     |
| 2005                    | Chicago Bears           | 11-5-0                  | sconfitta nel NFC Divisional Playoff |
| 2006                    | Chicago Bears           | 13-3-0                  | sconfitta nel Super Bowl XLI         |
| 2007                    | Green Bay Packers       | 13-3-0                  | sconfitta nel NFC Championship Game  |
| 2008                    | Minnesota Vikings       | 10-6-0                  | sconfitta nel NFC Wild Card Game     |
| 2009                    | Minnesota Vikings       | 12-4-0                  | sconfitta nel NFC Championship Game  |
| 2010                    | Chicago Bears           | 11-5-0                  | sconfitta nel NFC Championship Game  |
| 2011                    | Green Bay Packers       | 15-1-0                  | sconfitta nel NFC Divisional Playoff |
| 2012                    | Green Bay Packers       | 11-5-0                  | sconfitta nel NFC Divisional Playoff |
| 2013                    | Green Bay Packers       | 8-7-1                   | sconfitta nel NFC Wild Card Game     |
| 2014                    | Green Bay Packers       | 12-4-0                  | sconfitta nel NFC Championship Game  |
| 2015                    | Minnesota Vikings       | 11-5-0                  | sconfitta nel NFC Wild Card Game     |
| 2016                    | Green Bay Packers       | 10-6-0                  | sconfitta nel NFC Championship Game  |
| 2017                    | Minnesota Vikings       | 13-3-0                  | sconfitta nel NFC Championship Game  |
| 2018                    | Chicago Bears           | 12-4-0                  | sconfitta nel NFC Wild Card Game     |
| 2019                    | Green Bay Packers       | 13-3-0                  | sconfitta nel NFC Championship Game  |
| 2020                    | Green Bay Packers       | 13-3-0                  | sconfitta nel NFC Championship Game  |
| 2021                    | Green Bay Packers       | 13-4-0                  | sconfitta nel NFC Divisional Playoff |
| 2022                    | Minnesota Vikings       | 13-4-0                  | sconfitta nel NFC Wild Card Game     |
| 2023                    | Detroit Lions           | 12-5-0                  | sconfitta nel NFC Championship Game  |
| 2024                    | Detroit Lions           | 15-2-0                  | sconfitta nel NFC Divisional Playoff |

## Squadre qualificate conWild Card
| Stagione                | Squadra                 | Risultato               | Risultato nei play-off               |
| col nome di NFC Central | col nome di NFC Central | col nome di NFC Central | col nome di NFC Central              |
| ----------------------- | ----------------------- | ----------------------- | ------------------------------------ |
| 1970                    | Detroit Lions           | 10-4-0                  | sconfitta nel NFC Divisional Playoff |
| 1971                    | nessuna                 |                         |                                      |
| 1972                    | nessuna                 |                         |                                      |
| 1973                    | nessuna                 |                         |                                      |
| 1974                    | nessuna                 |                         |                                      |
| 1975                    | nessuna                 |                         |                                      |
| 1976                    | nessuna                 |                         |                                      |
| 1977                    | Chicago Bears           | 9-5-0                   | sconfitta nel NFC Divisional Playoff |
| 1978                    | nessuna                 |                         |                                      |
| 1979                    | Chicago Bears           | 10-6-0                  | sconfitta nel NFC Wild Card Game     |
| 1980                    | nessuna                 |                         |                                      |
| 1981                    | nessuna                 |                         |                                      |
| 1982                    | Minnesota Vikings       | 5-4-0                   | sconfitta nel NFC Second Round       |
| 1982                    | Tampa Bay Buccaneers    | 5-4-0                   | sconfitta nel NFC First Round        |
| 1982                    | Detroit Lions           | 4-5-0                   | sconfitta nel NFC First Round        |
| 1983                    | nessuna                 |                         |                                      |
| 1984                    | nessuna                 |                         |                                      |
| 1985                    | nessuna                 |                         |                                      |
| 1986                    | nessuna                 |                         |                                      |
| 1987                    | Minnesota Vikings       | 8-7-0                   | sconfitta nel NFC Championship Game  |
| 1988                    | Minnesota Vikings       | 11-5-0                  | sconfitta nel NFC Divisional Playoff |
| 1989                    | nessuna                 |                         |                                      |
| 1990                    | nessuna                 |                         |                                      |
| 1991                    | Chicago Bears           | 11-5-0                  | sconfitta nel NFC Wild Card Game     |
| 1992                    | nessuna                 |                         |                                      |
| 1993                    | Minnesota Vikings       | 9-7-0                   | sconfitta nel NFC Wild Card Game     |
| 1993                    | Green Bay Packers       | 9-7-0                   | sconfitta nel NFC Divisional Playoff |
| 1994                    | Detroit Lions           | 9-7-0                   | sconfitta nel NFC Wild Card Game     |
| 1994                    | Chicago Bears           | 9-7-0                   | sconfitta nel NFC Divisional Playoff |
| 1994                    | Green Bay Packers       | 9-7-0                   | sconfitta nel NFC Divisional Playoff |
| 1995                    | Detroit Lions           | 10-6-0                  | sconfitta nel NFC Wild Card Game     |
| 1996                    | Minnesota Vikings       | 9-7-0                   | sconfitta nel NFC Wild Card Game     |
| 1997                    | Tampa Bay Buccaneers    | 10-6-0                  | sconfitta nel NFC Divisional Playoff |
| 1997                    | Minnesota Vikings       | 9-7-0                   | sconfitta nel NFC Divisional Playoff |
| 1997                    | Detroit Lions           | 9-7-0                   | sconfitta nel NFC Wild Card Game     |
| 1998                    | Green Bay Packers       | 11-5-0                  | sconfitta nel NFC Wild Card Game     |
| 1999                    | Minnesota Vikings       | 10-6-0                  | sconfitta nel NFC Divisional Playoff |
| 1999                    | Detroit Lions           | 8-8-0                   | sconfitta nel NFC Wild Card Game     |
| 2000                    | Tampa Bay Buccaneers    | 10-6-0                  | sconfitta nel NFC Wild Card Game     |
| 2001                    | Green Bay Packers       | 12-4-0                  | sconfitta nel NFC Divisional Playoff |
| 2001                    | Tampa Bay Buccaneers    | 9-7-0                   | sconfitta nel NFC Wild Card Game     |
| col nome di NFC North   |                         |                         |                                      |
| 2002                    | nessuna                 |                         |                                      |
| 2003                    | nessuna                 |                         |                                      |
| 2004                    | Minnesota Vikings       | 8-8-0                   | sconfitta nel NFC Divisional Playoff |
| 2005                    | nessuna                 |                         |                                      |
| 2006                    | nessuna                 |                         |                                      |
| 2007                    | nessuna                 |                         |                                      |
| 2008                    | nessuna                 |                         |                                      |
| 2009                    | Green Bay Packers       | 11-5-0                  | sconfitta nel NFC Wild Card Game     |
| 2010                    | Green Bay Packers       | 10-6-0                  | vittoria nel Super Bowl XLV          |
| 2011                    | Detroit Lions           | 10-6-0                  | sconfitta nel NFC Wild Card Game     |
| 2012                    | Minnesota Vikings       | 10-6-0                  | sconfitta nel NFC Wild Card Game     |
| 2013                    | nessuna                 |                         |                                      |
| 2014                    | Detroit Lions           | 11-5-0                  | sconfitta nel NFC Wild Card Game     |
| 2015                    | Green Bay Packers       | 10-6-0                  | sconfitta nel NFC Divisional Playoff |
| 2016                    | Detroit Lions           | 9-7-0                   | sconfitta nel NFC Wild Card Game     |
| 2017                    | nessuna                 |                         |                                      |
| 2018                    | nessuna                 |                         |                                      |
| 2019                    | Minnesota Vikings       | 10-6-0                  | sconfitta nel NFC Divisional Playoff |
| 2020                    | Chicago Bears           | 8-8-0                   | sconfitta nel NFC Wild Card Game     |
| 2021                    | nessuna                 |                         |                                      |
| 2022                    | nessuna                 |                         |                                      |
| 2023                    | Green Bay Packers       | 9-8-0                   | sconfitta nel NFC Divisional Playoff |
| 2024                    | Minnesota Vikings       | 14-3-0                  | sconfitta nel NFC Wild Card Game     |
| 2024                    | Green Bay Packers       | 11-6-0                  | sconfitta nel NFC Wild Card Game     |

## Partecipazioni totali ai play-off
| Squadra              | Vittorie nella division | Qualificazioni ai play-off | Partecipazioni/vittorie al Super Bowl |
| -------------------- | ----------------------- | -------------------------- | ------------------------------------- |
| Minnesota Vikings    | 22                      | 32                         | 4/0                                   |
| Chicago Bears        | 18                      | 27                         | 2/1                                   |
| Green Bay Packers    | 20                      | 26                         | 5/4                                   |
| Detroit Lions        | 9                       | 19                         | 0/0                                   |
| Tampa Bay Buccaneers | 3                       | 7                          | 1/1                                   |